# Eugenia purpusii
Eugenia purpusii är en myrtenväxtart som beskrevs av Paul Carpenter Standley. Eugenia purpusii ingår i släktet Eugenia och familjen myrtenväxter. Inga underarter finns listade i Catalogue of Life.